# Candidat local
 (septembre 2024).
Si vous disposez d'ouvrages ou d'articles de référence ou si vous connaissez des sites web de qualité traitant du thème abordé ici, merci de compléter l'article en donnant les références utiles à sa vérifiabilité et en les liant à la section « Notes et références ».
Un candidat local est une personne postulant à un emploi dans le lieu où elle a acquis son expertise.  Par exemple, dans un milieu académique, un candidat local pourrait être un postulant à un poste de maître de conférences ou de chargé de recherche dans le laboratoire où il a effectué sa thèse de doctorat. 
Le recrutement de candidats locaux pose des problèmes d'impartialité, 
et tend à nuire à la qualité des concours. Pour cette raison, certaines 
universités françaises ont choisi d'interdire le recrutement de candidats locaux.